# 賀德滿
贺德满（德语：Pit Heltmann，1958年—），德国外交官，2021年7月起出任德国驻上海总领事。

## 简历
贺德满1958年出生于德意志联邦共和国巴登—符腾堡州的尼尔廷根。1977年自蒂宾根文理中学毕业后曾在当地的储蓄银行参加银行职员培训，随后于1980年进入波恩大学攻读地理学、日本学和交通政策（期间1983-84年赴日于名古屋大学学习日语和进行田野调查），1987年获波恩大学的日本学硕士和地理学硕士学位。
1988年，贺德满进入德国外交部，并主要在亚洲地区从事外交工作。他曾先后担任驻蒙古国大使馆副馆长兼一等秘书（1994-1998），驻中国大使馆贸易促进办公室主任兼参赞（2001-2004），德国外交部文化司美非亚文化关系处副处长（2004-2007），驻菲律宾大使馆副馆长兼参赞（2007-2010）。2010年8月，贺德满转任驻日本大使馆新闻文化处处长兼参赞，并于2012年7月升任政治处处长兼公使衔参赞。
2014年8月，贺德满奉调回到柏林，担任联邦新闻与信息办公室外交与安全政策司司长。
2018年7月，贺德满获委任出任德国驻朝鲜大使。
2021年7月起，贺德满履新上海任总领事，主管德国驻上海总领事馆。